# حلقه‌های نپتون

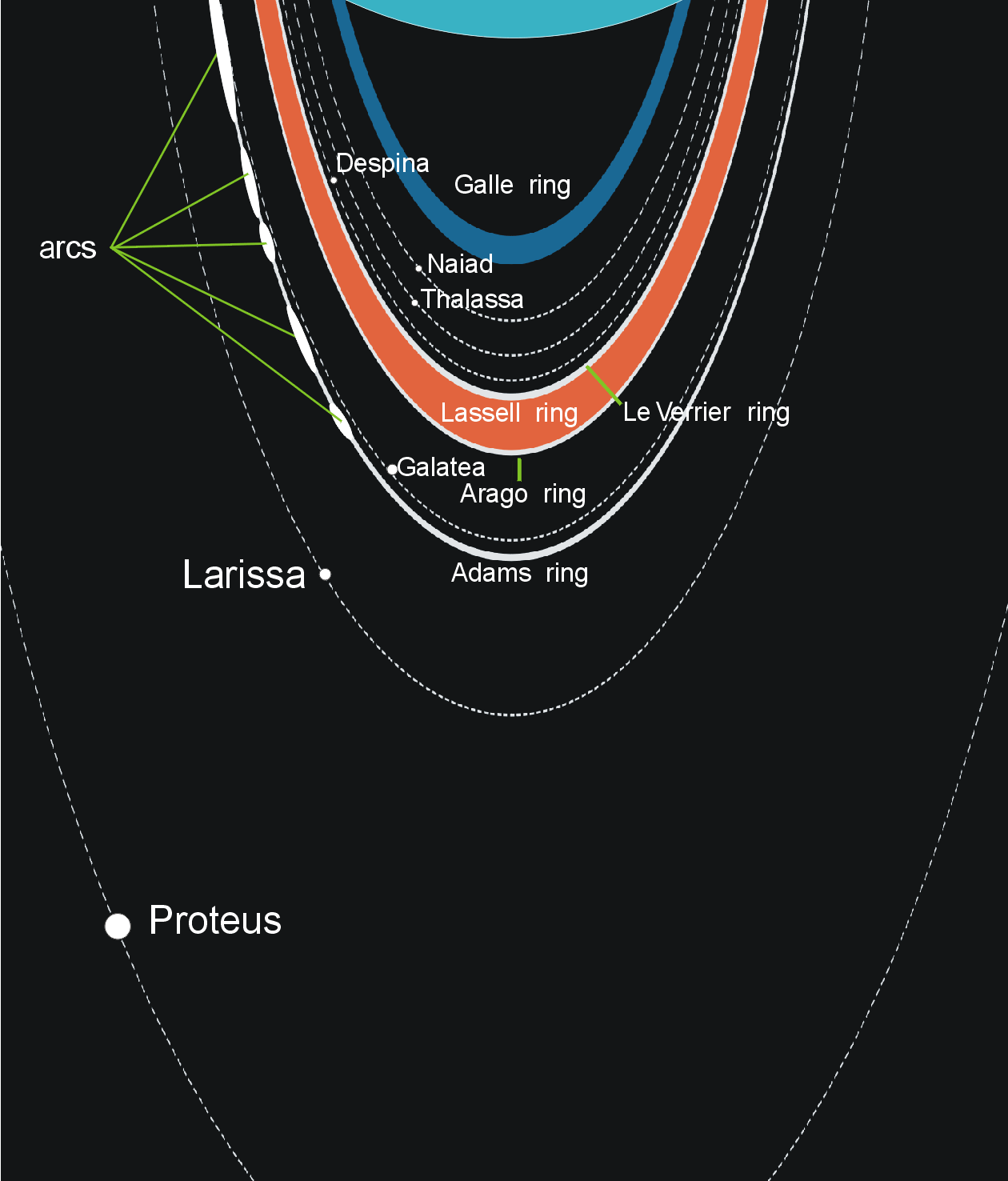
طرحی از سیستم حلقه‌ها و ماه‌های نپتون. خط‌های معمولی حلقه‌ها و خطوط نقطه‌چین مدار ماه‌ها هستند.

حلقه‌های نپتون تشکیل شده از پنج حلقه سیاره‌ای اصلی می‌باشد که وجود آن در سال ۱۹۸۴ میلادی توسط آندره براهیک پیش‌بینی شد و در سال ۱۹۸۹ توسط فضاپیمای ویجر ۲ از آن تصویربرداری شد. این حلقه‌ها در پرچگالی‌ترین بخش‌های خود قابل مقایسه با بخش C حلقه‌های زحل می‌باشند اما بیشتر بخش‌های این حلقه شکننده و ضعیف و بیشتر شبیه به حلقه‌های مشتری است. حلقه‌های نپتون با نام اخترشناسانی که بر روی این سیاره تحقیق نموده‌اند نامگذاری شده است. نپتون همچنین دارای حلقه‌ای کم نور در مدار ماه گلتیا می‌باشد که تاکنون نامگذاری نشده است. سه ماه دیگری که در این حلقه قرار دارند نیاد، تالسا و دیسپینا می‌باشند.